# Cristina Castagna
Cristina Castagna (Valdagno, 23 dicembre 1977 – Broad Peak, 18 luglio 2009) è stata un'alpinista italiana.

## Soprannome
Cristina era conosciuta con il soprannome di "El Grio", in dialetto veneto, che significa "Il grillo", affibbiatole dal padre quando era piccola.

## Biografia
Cristina è infermiera professionale e la spiccata sensibilità per le sofferenze altrui la vede già da giovane impegnata in missioni umanitarie in Albania e in Africa.
Nel 1995 (a 18 anni) fa la sua prima esperienza di volontariato nell'ospedale nella foresta di Alépé in Costa d'Avorio, dove ritornerà qualche anno più tardi per aiutare suor Tiziana Maule di Arzignano, fondatrice della struttura ospedaliera. Un libro è stato pubblicato dal CAI di Valdagno e i proventi della vendita assegnati all'ospedale di Alépé.
Nel 1999 partecipa alla missione Arcobaleno in Albania, assieme al gruppo Alpini di San Quirico di Valdagno.
Comincia a lavorare nel reparto di Rianimazione dell'Ospedale di Vicenza. In quegli anni una passione travolgente la allaccia definitivamente alle montagne e al fascino dell'alta quota. Sale su Monte Bianco, Cervino e i quattromila delle Alpi, arrampica su ghiaccio e roccia e si prepara per le sfide più impegnative cominciando a farsi notare nell'ambiente dell'alpinismo di punta. 
Nel 2003 scala con successo l'Acconcagua e nello stesso anno Tarcisio Bellò la chiama a partecipare alla spedizione vicentina sull'Everest.
Nel 2004, arrivando sulle vette dello Shisha Pangma (8013 m), a 27 anni è la più giovane donna italiana ad aver scalato un ottomila.
Nel 2005 è in vetta al Gasherbrum II (8030 m) in Pakistan, unica componente femminile della spedizione e la sola a salire in cima.
Nel maggio 2006, con Silvio Mondinelli, Marco Confortola e Giampaolo Casarotto tenta la scalata al Lhotse (8516 m), ma fallisce a quota 8100 m a causa di un principio di congelamento ai piedi.
Nella primavera del 2007 sale in vetta al Dhaulagiri (8.170 m) in Nepal, assieme a Giampaolo Casarotto.
Ad aprile 2008, diventa la prima donna italiana a scalare il Makalu (8462 m), la quinta montagna più alta del mondo. Cristina percorre gli ultimi metri dell'ascesa in compagnia di due scalatori brasiliani ed è l'unica del gruppo non provista di bombole di ossigeno.

## Morte e riconoscimenti
Il 18 luglio 2009, raggiunge la vetta del Broad Peak (8047 m), sul confine tra Cina e Pakistan. Sulla via del ritorno verso il campo 4, precede il suo compagno Giampaolo Casarotto di una decina di metri quando, per una tragica scivolata, sbatte contro alcune rocce e precipita in un crepaccio. Poco più tardi il compagno riesce a ritrovarne il corpo a quota circa 7000 m.
Il 10 agosto 2009 Tarcisio Bellò, durante la spedizione vicentina "Chantir Gah 2009", arrampica in solitaria una montagna inviolata nell'Hindu-Kush e la ribattezza "Cima Cristina Castagna" in onore dell'alpinista scomparsa.

### Centro alpinistico
Ad agosto 2024, in Pakistan è stato inaugurato il Cristina Castagna Center, la struttura situata a Ghotolti, nella valle di Ishkoman, nella regione del Gilgit-Baltistan, realizzata per l'ospitalità turistica e corsi di formazione alpinistica sulle tecniche di montagna.